# Fannia admirabilis
Fannia admirabilis är en tvåvingeart som beskrevs av Albququerque 1958. Fannia admirabilis ingår i släktet Fannia och familjen takdansflugor. Inga underarter finns listade i Catalogue of Life.